# Vanity Fair (film 1911)
Vanity Fair è un lungometraggio muto del 1911 diretto da Charles Kent. Prodotto dalla Vitagraph, fu il primo adattamento cinematografico del romanzo La fiera della vanità di William Makepeace Thackeray. Nel ruolo di Becky Sharp, l'attrice Helen Gardner.

## Produzione
Il film fu prodotto dalla Vitagraph Company of America.

## Distribuzione
Distribuito dalla General Film Company, il film - un cortometraggio in tre bobine - uscì nelle sale cinematografiche statunitensi il 19 dicembre 1911. In Svezia, fu distribuito l'8 febbraio 1911 con il titolo Förförerskan, in Ungheria con quello di Hiúság vására.

## Differenti versioni cinematografiche
- Vanity Fair, regia di Charles Kent (1911) - con Helen Gardner (Becky Sharp), Rose Tapley (Amelia Sedley)
- Vanity Fair, regia di Charles Brabin e Eugene Nowland (1915) - con Minnie Maddern Fiske (Becky Sharp) e Helen Fulton (Amelia Sedley)
- Vanity Fair, regia di W. Courtney Rowden (1922) - con Kyrle Bellew (Becky Sharp)
- La fiera delle vanità (Vanity Fair), regia di Hugo Ballin (1923) - con Mabel Ballin (Becky Sharp) e Eleanor Boardman (Amelia Sedley)
- Bovary moderna (Vanity Fair), regia di Chester M. Franklin (1932) - con Myrna Loy (Becky Sharp) e Barbara Kent (Amelia Sedley)
- Becky Sharp, regia di Rouben Mamoulian e Lowell Sherman (non accreditato) (1935) - con Miriam Hopkins (Becky Sharp) e Frances Dee (Amelia Sedley)
- La fiera della vanità (Vanity Fair), regia di Mira Nair (2004) - con Reese Witherspoon (Becky Sharp) e Romola Garai (Amelia Sedley)